# Pfarrer Braun: Brauns Heimkehr
Brauns Heimkehr ist ein deutscher Fernsehfilm von Wolfgang F. Henschel aus dem Jahr 2014. Es handelt sich um die zweiundzwanzigste und zugleich letzte Episode der ARD-Kriminalfilmreihe Pfarrer Braun mit Ottfried Fischer in der Titelrolle.

## Handlung
Pfarrer Braun erfährt, dass er unheilbar krank ist, und teilt dies Bischof Hemmelrath mit. Auf dessen Wunsch kehrt Braun in seinen Geburtsort Bad Beuern zurück. Seltsam erscheint ihm, dass auf der Fahrt dorthin ein trächtiges Schaf vor sein Auto getrieben wird und die junge Schäferin aufdringlich anbietet, das Tier notzuschlachten. Der Pfarrer bemerkt, dass er selbst im Angesicht des Todes noch einmal kriminalisieren muss. Glücklicherweise verbringt Kommissar Geiger zufällig seine Kur in Bad Beuern. Die beiden schließen sich ein letztes Mal zusammen, um ein Verbrechen aufzuklären. Die Verstrickungen eines Papierfabrikanten, der seine Frau schlägt und der der Vater der jungen Schäferin ist, sowie eines Klosters, in dem zwei Mönchen während der Arbeit an einem mysteriösen Auftrag je ein Daumen abgeschnitten wird, in dubiose Bemühungen um eine Heiligsprechung einer Kindheitsfreundin Brauns führen den Kommissar und den Pfarrer sogar zum Vatikan, wo Bischof Hemmelrath endlich seinen Kardinalshut empfängt. Während der Messe entlarvt Braun den Täter und stirbt.
Wenngleich die Roßhauptnerin in dieser Folge nicht mehr auftaucht, wird sie doch indirekt erwähnt und damit ein Kreis nach Vorbild des klassischen Dramas geschlossen: In der ersten Folge („Der siebente Tempel“) wird der reiche katholische Sägewerksbesitzer Korbinian Rosshauptner aus Oberbayern erwähnt, der seine Frau schlägt und dessen Scheidung von Braun unterstützt wird. In der letzten Folge – 11 Jahre später – taucht der reiche katholische Papiermühlenbesitzer Korbinian Strasser auf, der seine Frau schlägt und den Bischof um Auflösung seiner Ehe bittet.
Nebenbei überreicht Braun Armin das Schreiben von der Justizbehörde über das Ende seiner Bewährungszeit („Du kannst als freier und unbescholtener Mann in die Ehe gehen.“). Allerdings hätte Armins Bewährungszeit seit „Der siebte Tempel“ (2003) damit 11 Jahre gedauert, während die Bewährungszeit in Wirklichkeit bei maximal 5 Jahren liegt (§ 56a StGB).

## Hintergrund
Drehorte für Brauns Heimkehr waren Bruckmühl (Papierfabrik), Altötting (als Konrading), Benediktbeuern (als Bad Beuern) und Rom (Vatikan, Kirche Santa Maria della Consolazione (nur Außenseite) als Titelkirche des frisch ernannten Kardinal Hemmelrath). Die Erstausstrahlung fand Donnerstag, den 20. März 2014 auf Das Erste und im ORF 2 statt.

## Kritik
Die Kritiker der Fernsehzeitschrift TV Spielfilm gaben dem Film die schlechteste Wertung, sie zeigten mit dem Daumen nach unten. Sie konstatierten: „Schließen wir Braun in unsere Gebete ein!“